# 福代斯斑點
福代斯斑點（英語：Fordyce's spot），也叫皮脂腺异位, 是一種異位性的皮脂腺增生，完全是良性的症狀，身體在自然狀態下產生的，屬於個人體質，並沒有任何傳染性，也不和任何其他疾病有關聯，只是單純存在於表面的小突起。雖然有些人認為，這也許是一種性病或是癌症的某種徵兆，但是項推論這與實際的情形並不相符。

## 症狀
福代斯斑點是相當小的突起物，通常生長於包皮處，摸起來不會痛，微微的隆起或突起，直徑大約1到3 mm，青春期會逐漸明顯的產生，其顏色偏向白色，常好發於嘴唇、頰黏膜、陰莖的軸上或陰唇上，是所有男性和女性，都有可能會產生的症狀。醫界以美國皮膚科專業學者 John Addison Fordyce 來命名，若是生長在龜頭之上，則是稱為Tyson glands，為的是不與陰莖珍珠狀丘疹（Hirsuties papillaris genitalis）混淆。

## 病因
福代斯斑點的產生，似乎是由於基因鏈結時，在特別的情況下發生的。但這卻不是由任何病毒產生，而是出生時帶有丘疹的存在，但是並沒有引起症狀，直到青春期才越來越明顯，可能與青春期的內分泌有關。這是一種非常常見的症狀，成年男性發生率估計約有50%-90%，其症狀少則可能只有一個，多則可能聚集接近五十個，分佈均勻且對偁的小突起。

## 治療
正常情形下並不需要特別的治療，但視個人症狀或是有外觀上的要求，可以向專業的皮膚科醫生詢問。

## 連結
相關的維基共享資源：福代斯斑點 （页面存档备份，存于）